# Nguyễn Thị Yến (chính khách)
Nguyễn Thị Yến (sinh 1965) là một chính khách Việt Nam. Bà hiện là đại biểu quốc hội Việt Nam khóa XIV nhiệm kì 2016–2021, thuộc đoàn đại biểu quốc hội tỉnh Bà Rịa – Vũng Tàu, Ủy viên Ủy ban Tài chính – Ngân sách của Quốc hội Việt Nam, Phó Bí thư Thường trực Tỉnh ủy, Trưởng Đoàn ĐBQH Tỉnh Bà Rịa – Vũng Tàu, Ủy viên Đảng đoàn Hội đồng nhân dân tỉnh, Trưởng ban Văn hóa – Xã hội, Hội đồng nhân dân tỉnh, Ủy viên Ủy ban Mặt trận Tổ Quốc Việt Nam tỉnh Bà Rịa – Vũng Tàu.

## Xuất thân
Bà Nguyễn Thị Yến sinh ngày 14 tháng 8 năm 1965, quê quán xã Long Phước, Thành phố Bà Rịa, tỉnh Bà Rịa – Vũng Tàu. Bà hiện cư trú ở Số 260, đường 27/4, khu phố 7, phường Phước Hưng, Thành phố Bà Rịa, tỉnh Bà Rịa – Vũng Tàu.